# Мур (Сартр)
Мур (фр. Le Mur) — збірка оповідань, опублікована у 1939 році Жаном-Полем Сартром, який присвятив книгу Ользі Козакевич. «Мур» — це також назва першого оповідання збірки.
Збірка складається з п'яти оповідань обсягом від 25 до 90 сторінок, які Жан-Поль Сартр визначає як «п'ять маленьких трагічних або комічних маршрутів. Всі ці втечі зупиняє стіна»: «Мур», «Кімната», «Герострат», «Інтимне», «Хазяїнове дитинство».

## Зміст
- «Мур» — це розповідь від першої особи в'язня іспанської республіканської армії, засудженого до розстрілу військами Франко; ніч очікування закінчується насмішкою долі (небажаним виживанням через небажану зраду).
- «Кімната» — це оповідь від третьої особи в минулому часі, яка досліджує теми божевілля, ув'язнення, буржуазної сім'ї, подружжя та сексуальності.
- «Герострат» — це оповідь від першої особи, яка поєднує теперішнє і минуле, щоб експлуатувати теми ненависті до людей і насильства, безпричинного вбивства, героя, який страждає через сексуальність і жінок, і все це закінчується трагікомічним висміюванням і посиланням на підпалювача храму Артеміди в Ефесі.
- «Інтимне» — це також оповідь від третьої особи в минулому часі, але в ній використовується подвійний внутрішній монолог двох героїнь, які розповідають про свої стосунки з подружжям, сексуальність, почуття та невдачі.
- «Хазяїнове дитинство» має інший фокус: це довгий психологічний, соціологічний та історичний аналіз звичайної людини, яка поступово переймається фашистською ідеологією.

## Аналіз та коментарі
Написані в різний час, оповідання збірки зображують еволюцію Жана-Поля Сартра. Ранні тексти («Герострат», «Інтимне» та «Кімната» написані у 1936 році) демонструють похмурі дослідження індивідуальних патологій (стосунки з іншими, сексуальність, деменція, хвороби тощо), тоді як пізніші оповідання («Мур» та «Хазяїнове дитинство» написані у 1938 році), що обрамляють збірку, демонструють відкритий погляд на сучасний світ та його основні кризи. Таким чином, автор «Нудоти» виходить зі своїх психологічних та філософських запитань (і, можливо, з особистої кризи), щоб звернутися до політичних тем серйозних поточних подій 1930-х років: іспанської війни (під впливом Мальро, Поля Нізана та молодого Боста) з оповіданням «Мур», розміщеним на початку збірки, або тріумфу фашизму з оповіданням «Хазяїнове дитинство», що закриває збірку.

## Екранізація
Деякі з цих історій були адаптовані для екранізації:
- La Chambre, знятий для телебачення в 1964 році Мішелем Мітрані;
- Le Mur (1967), режисер Сержа Рулле;
- Intimité (1993), режисер Домінік Молль.
- Фільм L'Enfance d'un chef в кінотеатрах у 2015 році за сценарієм Брейді Корбета.

## Цитати
І тепер ми були схожі на братів-близнюків, просто тому, що збиралися померти разом. (Мур, вид. Основи, с. 24)

## Український переклад
- Жан-Поль Сартр. Нудота. Мур. Слова. Пер. з фр. Владислав Борсук, Олег Жупанський. Київ: Основи, 1993. 465 стор.